# Cô dâu (phim 1985)
Cô dâu (tiếng Anh: The bride) là một phim kỳ ảo do Franc Roddam đạo diễn, xuất phẩm ngày 16 tháng 08 năm 1985 tại Bắc Mỹ.

## Lịch sử
Truyện phim phỏng theo tiểu thuyết Frankenstein của tác gia Mary Shelley và bản phim Cô dâu của Frankenstein đã xuất phẩm ngày 16 tháng 08 năm 1935 cũng tại Bắc Mỹ.

## Nội dung
Nam tước Charles Frankenstein, bác sĩ Zalhus và trợ lí Paulus cố gắng tạo ra một thiếu nữ từ những mảnh thân thể người khác nhau để làm ý trung nhân của nhân vật nam họ đã tạo từ trước. Nhờ một tia sét, họ đã thành công.
Frankenstein gia công truyền thụ tri thức cho hình hài này, nhưng khi cô dần hiểu biết thế giới quanh mình thì bắt đầu nảy sinh khát khao tìm hạnh phúc lứa đôi. Trong lúc đó, Frankenstein cũng dần cảm thấy muốn sở hữu thiếu nữ này, ông bèn giam cô trong tháp cao để tránh xa con quỷ Viktor.
Viktor bị Frankenstein trục xuất khỏi lâu đài, phải lang thang ở nghĩa địa và quen được gã lùn Rinaldo. Rinaldo dạy Viktor làm người, rồi dẫn y tới Budapest theo một gánh xiếc rong.
Trong một vụ ẩu đả, tên chủ rạp Magar và đàn em Bela giết chết Rinaldo. Trước khi chết, Rinaldo để cho Viktor niềm khao khát được tới Venice - nơi mà y cho là tuyệt vời nhất thế giới.
Viktor buồn rầu trở về lâu đài, định bụng tìm Eva. Nhưng Eva bị Frankenstein nhồi vào đầu những ác cảm về Viktor, rồi trong cơn cuồng dại, Frankenstein toan hiếp dâm Eva. Viktor bất thần xông ra giết chết Frankenstein, rồi đem Eva đi tìm xứ Venice huyền thoại.

## Kĩ thuật
Phim được thực hiện tại Pháp, Anh và Ý tháng 06 năm 1984.

### Sản xuất
- Tuyển lựa: Ellen Chenoweth
- Thiết kế: Michael Seymour
- Giám chế: Bryan Graves
- Dựng cảnh: Tessa Davies
- Phục trang: Shirley Russell
- Hóa trang: Tricia Cameron, Sallie Evans, Sarah Monzani, Aaron Sherman, Maralyn Sherman, Maureen Stephenson, Chris Taylor

### Diễn xuất
- Sting... Nam tước Charles Frankenstein
- Jennifer Beals... Eva
- Clancy Brown... Viktor - quỷ nhân
- Geraldine Page... Phu nhân Baumann
- David Rappaport... Rinaldo người lùn
- Anthony Higgins... Clerval
- Alexei Sayle... Magar
- Veruschka von Lehndorff... Bà bá tước
- Quentin Crisp... Bác sĩ Zalhus
- Cary Elwes... Đại úy Josef Schoden
- Phil Daniels... Bela
- Timothy Spall... Paulus
- Ken Campbell... Pedlar
- Guy Rolfe... Ngài bá tước
- Annie Roddam... Lệnh ái bá tước
- Tony Haygarth... Chủ tửu điếm
- Harry Fielder
- Frank Jakeman

## Hậu trường
Frankstein's full name in the film is Baron Charles Frankenstein, unlike Mary Shelley's Victor Frankenstein or the classic Universal Studios movie's Henry Frankenstein. The dwarf in the film is named Rinaldo, after the name of blacklisted Abbott and Costello Meet Frankenstein screenwriter Frederic I. Rinaldo, who also wrote the scripts for several Universal films, including Abbott and Costello Meet the Invisible Man (1951); Hold That Ghost (1941); The Black Cat (1941) and The Invisible Woman (1940).
The film earned negative reviews from critics and holds a 25% rating on Rotten Tomatoes based on 12 reviews. Jennifer Beals' performance in the film earned her a Razzie Award nomination for Worst Actress.
Columbia Pictures released the film theatrically on ngày 16 tháng 8 năm 1985 and it grossed $3,558,669 at the domestic box office. The film was released on DVD by Columbia TriStar Home Entertainment in 2001. Scream Factory released the film on Blu-ray ngày 25 tháng 9 năm 2018 featuring an audio commentary from Franc Roddam, as well as interviews with Roddam and Clancy Brown.

## Liên kết
1. ↑  "The Bride (15)". British Board of Film Classification. ngày 16 tháng 7 năm 1985. Truy cập ngày 15 tháng 10 năm 2016.
2. ↑  http://catalog.afi.com/Catalog/moviedetails/57349
3. 1 2  Cô dâu tại Box Office Mojo
4. ↑  "The Bride (1985)". Rotten Tomatoes (bằng tiếng Anh). Truy cập ngày 13 tháng 10 năm 2017.
5. ↑  "The Bride (DVD)". dvdempire.com. Truy cập ngày 18 tháng 4 năm 2011.
6. ↑  "The Bride (Blu-ray)". shoutfactory.com. Truy cập ngày 29 tháng 5 năm 2018.

- Cô dâu trên Internet Movie Database
- Cô dâu tại AllMovie
- Cô dâu tại Rotten Tomatoes